# Días del futuro pasado
Días del futuro pasado (Days of Future Past en inglés) es una trama muy popular desarrollada en los números 141 y 142 del comic book Uncanny X-Men, de la editorial Marvel Comics. La historia, publicada en 1981, trata de un futuro alternativo distópico en el que los mutantes son encarcelados en campos de concentración. Una adulta Kate Pryde transfiere su mente a su yo más joven, la Kitty Pryde del presente, quien lleva a los X-Men a impedir que se desate la histeria antimutantes.
La historia fue muy popular en su época y fue producida durante el renacer de la franquicia a manos del equipo formado por Chris Claremont, John Byrne y Terry Austin. Como resultado de la popularidad de la historia, el oscuro futuro en el que transcurre la misma ha vuelto a aparecer posteriormente en numerosas ocasiones. El primero de los dos números que conforman la historia ocupa el puesto número 25 en la lista de los cien mejores cómics de Marvel elaborada por los fans en 2001.
Marvel ha anunciado Años de futuro pasado (Years of Future Past en inglés) para verano de 2015 con una joven Kitty Pryde como protagonista.

## Argumento
La trama de Días del futuro pasado avanza en dos líneas temporales distintas. Por un lado, en el presente, los X-Men se enfrentan a la Hermandad de mutantes diabólicos, liderada por Mystique. Paralelamente, la historia transcurre en un futuro en el que el senador Robert Kelly ha sido asesinado por dicha hermandad. En este futuro, el asesinato del senador ha desencadenado un fuerte sentimiento antimutante en la población. Unos robots llamados Centinelas encarcelan a los mutantes en campos de concentración, al mismo tiempo que se hacen con el control de Estados Unidos. Las demás potencias mundiales, ante la amenaza de los Centinelas, están a punto de lanzar un ataque nuclear contra Norteamérica. La mente de la Kitty Pryde del futuro se transfiere a su yo del presente para advertir a los X-Men del peligro. Los X-Men logran evitar el asesinato y la mente de la Kitty Pryde adulta regresa al futuro. Sin embargo, el futuro distópico sigue existiendo como línea temporal alternativa al futuro real con el nombre de Tierra-811.

## Adaptaciones

### Televisión
- Días del futuro pasado fue adaptada en la serie de animación X-Men. Los conceptos de la trama se combinaron con otra historia futura alternativa: la de Bishop y la idea de un traidor dentro de las filas de los X-Men, aunque Mystique aún es responsable del asesinato del senador Kelly. Bishop desempeña el papel de Kitty Pryde en la adaptación, aunque viaja completamente en el tiempo en lugar de solo proyectar su mente en su pasado, mientras que el "traidor" se revela como Gambito, y la interferencia de los X-Men revela que Mystique había matado al senador Kelly mientras aparecía en Gambito para intentar enmarcar a los X-Men.
- La serie Wolverine y los X-Men tiene una trama similar, donde el profesor X está en coma durante veinte años y se despierta para descubrir que los mutantes son encarcelados por los Centinelas. El profesor contacta telepáticamente con los X-Men del pasado para intentar impedir ese futuro. Al final de la primera temporada, se logra evitar el futuro dominado por los Centinelas, siendo reemplazado por otro basado en la Era de Apocalipsis. La serie detuvo la producción antes de que la segunda temporada girara en torno a esto podría hacerse.
- En la serie El escuadrón de superhéroes apareció una adaptación de Días del futuro pasado en el episodio Days, Nights, and Weekends of Future Past.
- Un nivel de Madland basado en "Days of Future Past" aparece en el episodio "El juego acabó" de Ultimate Spider-Man. El Mutante Arcade diseña el nivel bajo la base de los Centinelas que se utilizan para destruir los mutantes. El escenario muestra una foto de Wolverine siendo atacado por un Centinela en un homenaje a la portada de Uncanny X-Men No. 142.
- Hulk and the Agents of S.M.A.S.H. presentan un episodio de cinco partes titulado Days of Future Smash, que consiste en que Hulk persigue al Líder a través de numerosos eventos de tiempo y espacio. El título del episodio es una referencia a Days of Future Past.

### Cine
- En la película X-Men: The Last Stand, durante una sesión en la Sala de Peligro aparece un escenario vagamente basado en Días del futuro pasado, donde Coloso arroja a Logan/Lobezno contra un Centinela usando el lanzamiento especial.
- La historia fue llevada al cine en la película de 2014 X-Men: días del futuro pasado, en donde es Kitty quien envía la mente de Lobezno al pasado (1973) para evitar el asesinato de Bolívar Trask, creador de los Centinelas y, así, evitar la muerte definitiva del equipo ahora conformado por el Hombre de Hielo, Coloso, Bishop, Destello, Sendero de Guerra, Mancha Solar, Tormenta, Magneto, Pícara y ella misma.

### Videojuegos
Ultimate Marvel vs. Capcom 3 tiene un nivel inspirado en Días del futuro pasado, que sirve como alternativa al escenario estándar de Metro City, con un póster "Aprehendido" / "Matado" similar al famoso, con personajes de Marvel y Capcom que protagonizó Marvel vs. Capcom 2: New Age of Heroes, pero no regresó para los juegos de Marvel vs. Capcom 3. Tomando el lugar del Wolverine jugable es Mega Man.
Para coincidir con el lanzamiento de la película, GlitchSoft, un desarrollador de aplicaciones móviles, lanzó The Uncanny X-Men: Days of Future Past para dispositivos iOS y Android. El juego es una aventura de acción 2-D de desplazamiento lateral, con una historia más cercana al cómic original, que la que se muestra en la película. Inicialmente, los jugadores podrán controlar a Wolverine y, a medida que avanzan en el juego, podrán elegir entre Kitty Pryde, Coloso, Bruja Escarlata y Cíclope, con Tormenta, Polaris y Magneto anunciados como personajes adicionales, cada uno con diferentes poderes y habilidades, que se pueden actualizar a medida que el jugador progresa en el juego, obteniendo puntos de experiencia.
El final del videojuego X-Men Origins: Wolverine se desarrolla en un futuro no muy lejano donde Wolverine (con un disfraz de X-Men) se libera del cautiverio de Bolívar Trask para descubrir que los Centinelas se han apoderado del mundo.

### Novela
Una novela de la versión cómica de "Days of Future Past" de Álex Irvine fue lanzada en mayo de 2014 por Marvel Comics que se vinculó al lanzamiento de la película, X-Men: primera generación. Básicamente, sigue la trama de la trama cómica original, pero con dos cambios particulares a los eventos programados en el futuro: Magneto sobrevive a la huida del campamento de Centinela y se esconde hasta que sus poderes se restablezcan hasta el punto de que puede aniquilar a los Centinelas restantes. y Kitty está consciente en el cuerpo de su yo futuro en lugar de permanecer en estado de coma hasta que regrese a su propio tiempo.